# 本町 (我孫子市)
本町（ほんちょう）は、千葉県我孫子市の地名。一丁目から三丁目までが設置されている。郵便番号270-1151。

## 地理
我孫子市西部に位置する。北は我孫子、東は栄、寿、南は緑、白山、西は船戸に隣接する。

## 世帯数と人口
2017年（平成29年）4月1日現在の世帯数と人口は以下の通りである。
| 丁目       | 世帯数  | 人口    |
| ---------- | ------- | ------- |
| 本町一丁目 | 283世帯 | 550人   |
| 本町二丁目 | 220世帯 | 382人   |
| 本町三丁目 | 424世帯 | 942人   |
| 計         | 927世帯 | 1,874人 |

## 小・中学校の学区
市立小・中学校に通う場合、学区は以下の通りとなる。
| 丁目       | 番地 | 小学校                     | 中学校               |
| ---------- | ---- | -------------------------- | -------------------- |
| 本町一丁目 | 全域 | 我孫子市立我孫子第四小学校 | 我孫子市立白山中学校 |
| 本町二丁目 | 全域 | 我孫子市立我孫子第四小学校 | 我孫子市立白山中学校 |
| 本町三丁目 | 全域 | 我孫子市立我孫子第一小学校 | 我孫子市立白山中学校 |

## 交通

### 鉄道
- JR東日本常磐線・成田線 - 我孫子駅

### 道路
- 国道356号

## 施設
- けやきプラザ
- イトーヨーカドー我孫子店
- JR東日本東京電車線技術センター